# Дуг Голден
Альберт Дуглас Голден (англ. Albert Douglas Holden), більш відомий як просто Дуг Голден (англ. Doug Holden, 28 вересня 1930, Манчестер — 7 квітня 2021) — англійський футболіст, що грав на позиції півзахисника.
Виступав за клуби «Болтон Вондерерз», з яким став володарем Кубка і Суперкубка Англії, та «Престон Норт-Енд», а також національну збірну Англії.

## Клубна кар'єра
Навчався у школі Принцесс-Роуд, де й розпочинав ігрову кар'єру. Пізніше виступав за команду YMCA Манчестера у Ланкаширській аматорській лізі, де грали також його троє братів. У 1948 році розпочав тренування з «Болтон Вондерерз», грав за молодіжну збірну Англії та пройшов військову службу. У Центральній лізі встиг зіграти 12 матчів за дубль «Болтона», перш ніж дебютував за першу команду в листопаді 1951 року у грі проти «Ліверпуля».
Як гравець характеризувався як один з найкращих вінгерів, що вмів грати на обох флангах, що високо цінував тренер «Болтона» Білл Ріддінг. Номінально вважався лівим вінгером, але іноді переходив на правий фланг, що приносило користь команді.
За свою кар'єру він відіграв 11 сезонів (з них 10 у Першому дивізіоні Футбольної ліги), провівши 463 матчі у складі «Болтона» у всіх турнірах і забивши 44 голи. Двічі з ним він виходив у фінал Кубка Англії: у 1953 році в запеклій боротьбі його команда програла «Блекпулу» з рахунком 3:4, а в 1958 році вона стала володарем Кубка, перемігши «Манчестер Юнайтед». Того ж року виграв з командою і Суперкубок Англії, здолавши «Вулвергемптон Вондерерз» з рахунком 4:1.
1962 року Голден перейшов виступати у команду «Престон Норт-Енд», за яку відзначився у фіналі Кубка Англії 1964 році проти «Вест Гем Юнайтед», втім його команда тоді програла 2:3 і трофей не здобула. Усього Голден відіграв 89 матчів у Футбольній лізі за «Престон Норт Енд» та забив там 13 голів.

## Виступи за збірну
У березні 1959 року Голден зіграв за збірну Футбольної ліги Англії проти Ірландської ліги, а за місяць дебютував в офіційних матчах у складі національної збірної Англії проти Шотландії. У тому ж році він відіграв у матчах проти Італії, Бразилії, Перу та Мексики. У тому ж році був у заявці на гру проти США (8:1) в Лос-Анджелесі на стадіоні «Ріглі Філд», але на поле не вийшов.
Загалом протягом кар'єри в національній команді, яка тривала 1 рік, провів у її формі 5 матчів.

## Подальше життя
Влітку 1965 року поїхав до Австралії, де грав за сіднейський клуб «Хакоах», в якому і завершив кар'єру у 1968 році. У 1966 році зіграв неофіційний матч за другу збірну Австралії проти «Роми». Надалі тренував австралійські команди, в 1970 повернувся до Англії, де деякий час працював з командою «Грімсбі Таун».
У червні 1972 року був призначений тренером клубу «Дартфорд» з Південної футбольної ліги, але у серпні 1973 року був звільнений, незважаючи на виграш Кубка Кента.
Помер 7 квітня 2021 року на 91-му році життя. На момент своєї смерті Голден залишався останнім живим учасником фіналу Кубка Англії 1953 року.

## Титули і досягнення
- Володар Кубка Англії з футболу (1):

«Болтон Вондерерз»: 1957/58
- Володар Суперкубка Англії з футболу (1):

«Болтон Вондерерз»: 1958